# Jan Jonkers
Jan Jonkers (né le 29 août 1955 à Oud-Gastel) est un coureur cycliste néerlandais. Professionnel de 1980 à 1987, il a disputé le Tour de France en 1980 et 1981.

## Palmarès

### Palmarès amateur
- 1976
  - 1re et 3e étapes du Tour of the North
  - 2e du Tour of the North
- 1978
  - Omloop van de Baronie
- 1979
  - 3e de l'Olympia's Tour
- 1980
  - Gand-Staden
  - 3e du Ronde van Zuid-Holland
  - 3e de la Course des chats

### Palmarès professionnel
- 1982
  - 2e du Tour d'Aragon
  - 2e du championnat des Pays-Bas de poursuite
- 1983
  - 1re étape secteur b du Tour Européen Lorraine-Alsace (contre-la-montre par équipes)
  - 3e du Grand Prix E3
  - 3e de la Wanzele Koerse
- 1985
  - 8e de Bordeaux-Paris

## Résultats sur les grands tours

### Tour de France
- 1980 : 69e du classement général
- 1981 : 116e du classement général